# هانس ستيفانسون
هانيس ستيفانسون (18 يوليو 1972-) هو أستاذ كبير في الشطرنج الأيسلندي. فاز ببطولة الشطرنج الأيسلندية ثلاث عشرة مرة، وهو رقم قياسي.

## مسيرته المهنية
وُلِد هانيس هليفار ستيفانسون عام 1972، وفاز ببطولة العالم للشطرنج تحت 16 عامًا عام 1987. فاز ببطولة أكروبوليس الدولية عام 1993، وتعادل في المراكز من الأول إلى الثالث في بطولة ريكيافيك المفتوحة عام 1994، مع بيغوسوف وزفاجينتسيف، وتعادل في المراكز من الأول إلى الرابع مع هيدين ستينغريمسون ويوري كريفوروتشكو وميخائيل مارين في بطولة ريكيافيك المفتوحة عام 2009. فاز ببطولة الشطرنج الدولية المفتوحة تيبليس عام 2015 في جمهورية التشيك. هو اللاعب الأيسلندي المصنف رقم 1 اعتبارًا من سبتمبر 2023.

## روابط خارجية
- Hannes Stefansson على موقع الاتحاد الدولي للشطرنج (الإنجليزية)
- Hannes Stefansson على موقع مباريات الشطرنج (الإنجليزية)
- Hannes Stefansson على موقع 365Chess.com (الإنجليزية)
- Hannes Stefansson على موقع Chesstempo.com (الإنجليزية)
- Hannes Stefansson على موقع الاتحاد الأمريكي للشطرنج (الإنجليزية)
- Hannes Stefansson سجل أولمبياد الشطرنج على موقع OlimpBase.org (الإنجليزية)